# Neirivue

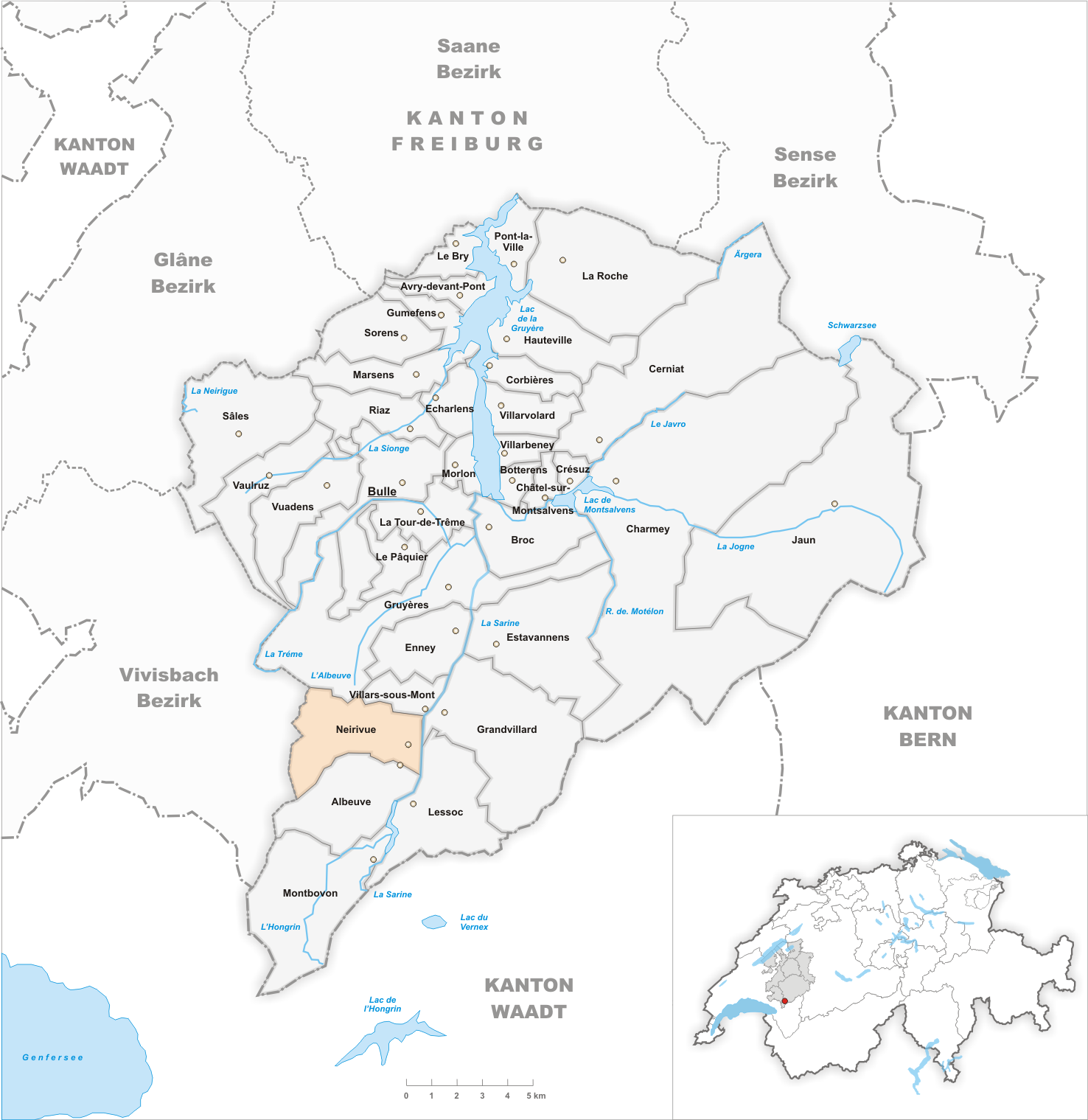
Gemeindestand vor der Fusion am 1. Januar 2002

Neirivue (Freiburger Patois Nèrivouèⓘ) ist eine Ortschaft und früher selbständige politische Gemeinde im Distrikt Greyerz des Kantons Freiburg in der Schweiz. Am 1. Januar 2002 fusionierte Neirivue zusammen mit Albeuve, Lessoc und Montbovon zur neuen Gemeinde Haut-Intyamon. Der frühere deutsche Name Schwarzwasser wird heute nicht mehr verwendet.

## Geographie

Luftbild (1964)

Neirivue liegt auf 755 m ü. M., elf Kilometer südlich des Bezirkshauptortes Bulle (Luftlinie). Das Dorf erstreckt sich auf einer Geländeterrasse beidseits des Dorfbachs Neirivue am westlichen Rand des Saanetals, in der Haute-Gruyère, am Ostfuss des Massivs des Moléson. Die ehemalige Gemeindefläche betrug rund 13,1 km². Das Gebiet erstreckte sich von der Saane (französisch: Sarine) westwärts über den bis zu 1 km breiten flachen Talboden. Der westliche Teil umfasste das Einzugsgebiet des Bergbachs Marive, begrenzt von den Kalkgipfeln von Vanil Blanc (1828 m ü. M.) und Dent de Lys (2014 m ü. M.) im Süden, Teysachaux (1909 m ü. M.) im Westen und Moléson (bis 2002 m ü. M.) im Norden. Der Bach fliesst durch die Evi-Schlucht zwischen den Felsgraten von Vanil de l’Arche und Entre Deux Dents (1618 m ü. M.) zum Saanetal.

## Bevölkerung
Mit 329 Einwohnern (2000) zählte Neirivue vor der Fusion zu den kleinen Gemeinden des Kantons Freiburg.
Einwohnerzahlen: Volkszählungsdaten

## Wirtschaft
Neirivue war lange Zeit ein vorwiegend durch die Landwirtschaft geprägtes Dorf. Die Viehzucht und die Milchwirtschaft (für die Käseproduktion) haben noch heute einen wichtigen Stellenwert in der Erwerbsstruktur der Bevölkerung. Daneben gibt es weitere Arbeitsplätze im lokalen Kleingewerbe (Sägerei, Schreinerei und eine Möbelfabrik) und im Dienstleistungssektor. In den letzten Jahrzehnten hat sich das Dorf auch zu einer Wohngemeinde entwickelt. Einige Erwerbstätige sind deshalb Wegpendler, die vor allem in der Region Bulle arbeiten.

## Verkehr
Das Dorf ist verkehrstechnisch recht gut erschlossen. Es liegt an der Hauptstrasse von Bulle nach Château-d’Oex. Am 23. Juli 1903 wurde die Bahnlinie von Bulle nach Montbovon mit einem Bahnhof in Neirivue in Betrieb genommen.

## Geschichte
Die erste urkundliche Erwähnung des Ortes erfolgte bereits im Jahr 955 unter dem Namen Nigra aqua (in der Bedeutung von schwarzes Wasser, was sich auch im deutschen Namen Schwarzwasser widerspiegelt). Später erschienen die Bezeichnungen Neire ewe (1400), Noyrewe (1514) sowie Neyrevuy, Nerewe, Neirevet, Neyflumen und Nigergut.
Seit dem Mittelalter gehörte Neirivue zur Grafschaft Greyerz. Nachdem der letzte Graf von Greyerz 1554 Konkurs gemacht hatte, kam das Dorf 1555 unter die Herrschaft von Freiburg und wurde der Vogtei Greyerz zugeteilt. Nach dem Zusammenbruch des Ancien Régime (1798) gehörte Neirivue zunächst zur Präfektur und ab 1848 zum Bezirk Greyerz. Durch eine verheerende Feuersbrunst am 19. Juli 1904 wurden fast alle Häuser des Dorfes in Mitleidenschaft gezogen.
Am 26. Juni 2001 votierten die Stimmberechtigten von Neirivue mit einer Ja-Mehrheit von rund 60 % für die Fusion der Gemeinden Neirivue, Albeuve, Lessoc und Montbovon. Mit Wirkung auf den 1. Januar 2002 entstand deshalb die neue Gemeinde Haut-Intyamon.

## Sehenswürdigkeiten
Die Pfarrkirche von Neirivue wurde nach dem Brand von 1904 neu erbaut, wobei der Chor und der Altar des Vorgängerbaus von 1807 miteinbezogen wurden.

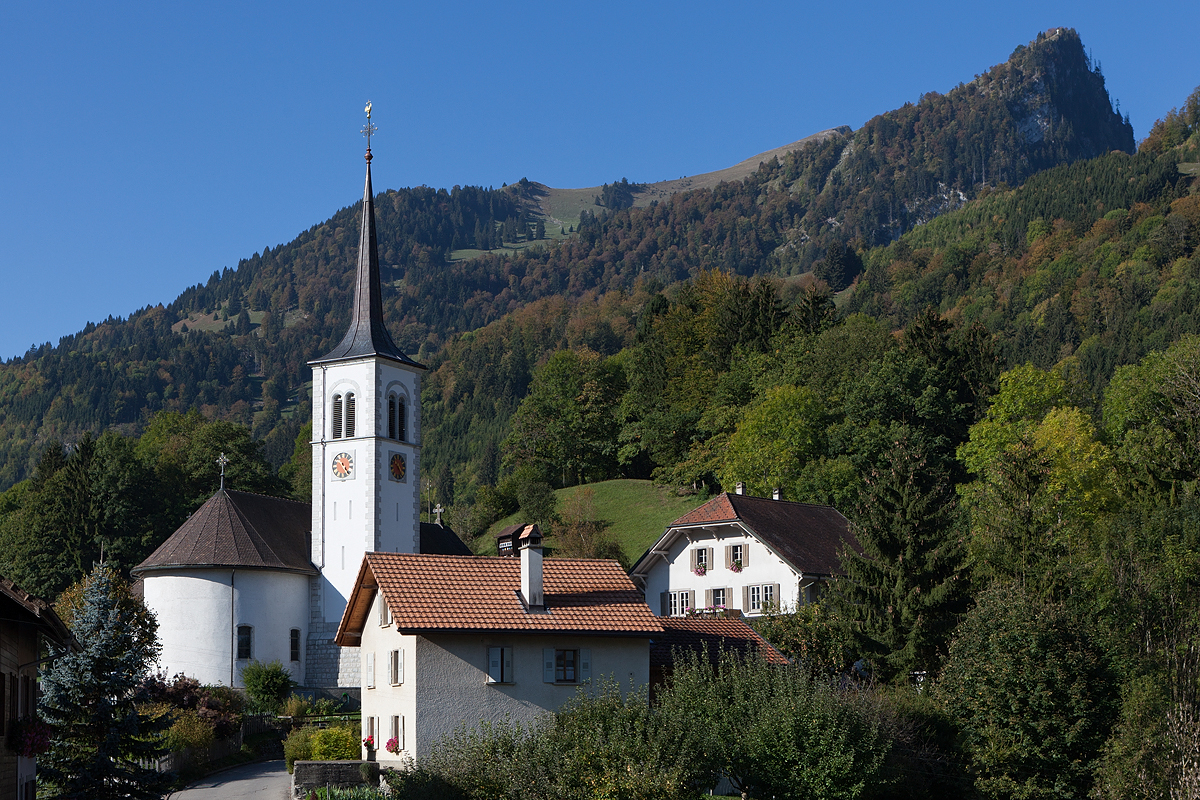
Pfarrkirche
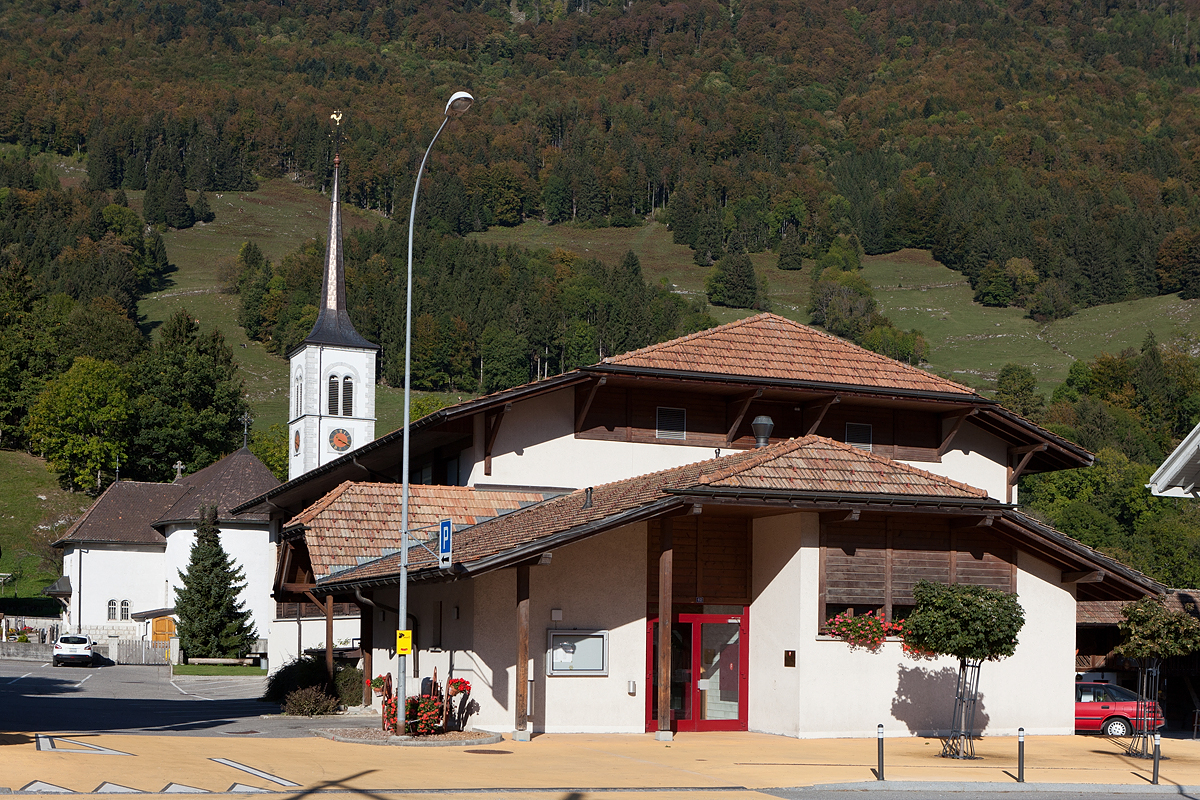
Dorfzentrum
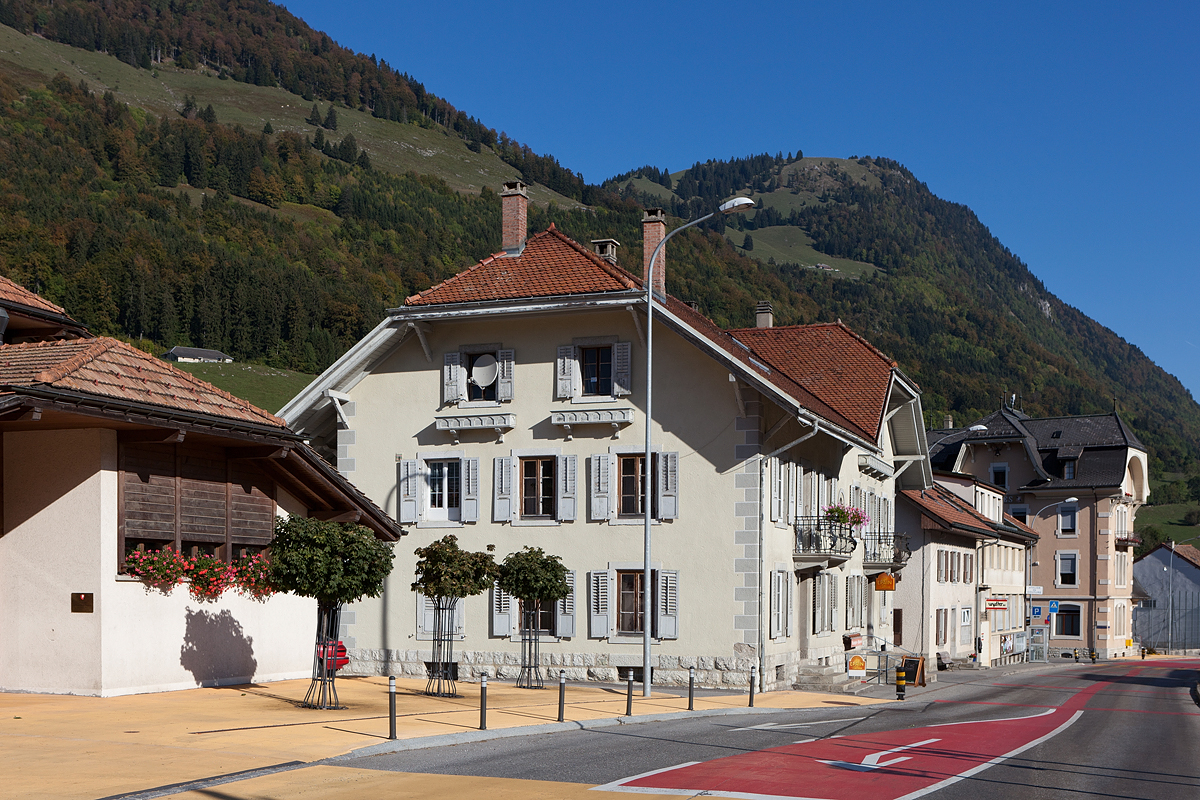
Beim Dorfzentrum

## Persönlichkeiten
- Olivier Geinoz (1833–1895), Politiker